# Saint-Sardos (Lot-et-Garonne)
Saint-Sardos é uma comuna francesa na região administrativa da Nova Aquitânia, no departamento Lot-et-Garonne. Estende-se por uma área de 14,44 km². Em 2010 a comuna tinha 305 habitantes (densidade: 21,1 hab./km²).